# Cynoglossum birkinshawii
Cynoglossum birkinshawii är en strävbladig växtart som beskrevs av J.S.Mill.. Cynoglossum birkinshawii ingår i släktet hundtungor, och familjen strävbladiga växter. Inga underarter finns listade i Catalogue of Life.